# Y∞Y動画
Y∞Y動画（わいわいどうが）とは、かつて吉本興業が2008年4月1日にオープンしたパソコンで無料（一部会員制、有料コンテンツをふくむ）で見ることが出来た動画配信サービスである。2008年9月16日によしもと劇場にリニューアルした。

## ヨシモト∞
2008年3月31日にCSヨシモトファンダンゴTVが終了したのに伴いこのY∞Y動画で配信されるようになった。

### 放送時間
ヨシモト∞は本放送と、リピート配信2回の、計3回の放送があった。

#### 本放送
月曜日～金曜日
- 17:00～21:00
  - AGE AGE LIVE 17:00～18:30
  - ヨシモト∞ 19:00～21:00

土曜日
- 20:00～21:00
  - ヨシモト∞ 20:00～21:00

#### リピート配信
月曜日～金曜日
- 1回目 22:00～26:00
  - AGE AGE LIVE 22:00～23:30
  - ヨシモト∞ 24:00～26:0
- 2回目 翌10:00～翌2:00
  - AGE AGE LIVE 翌10:00～翌11:30
  - ヨシモト∞ 翌12:00～翌2:00

土曜日
- 1回目 25:00～26:00
  - ヨシモト∞ 25:00～26:00
- 2回目 翌13:00～14:00
  - ヨシモト∞ 13:00～14:00

## 番組
- ヨシモト∞
- AGE AGE LIVE